# 北德克薩斯大學
北德克薩斯大學（經常通稱為北德大，縮寫為UNT）是位於美國德克薩斯州北部登頓市的一座大規模州立綜合大學。

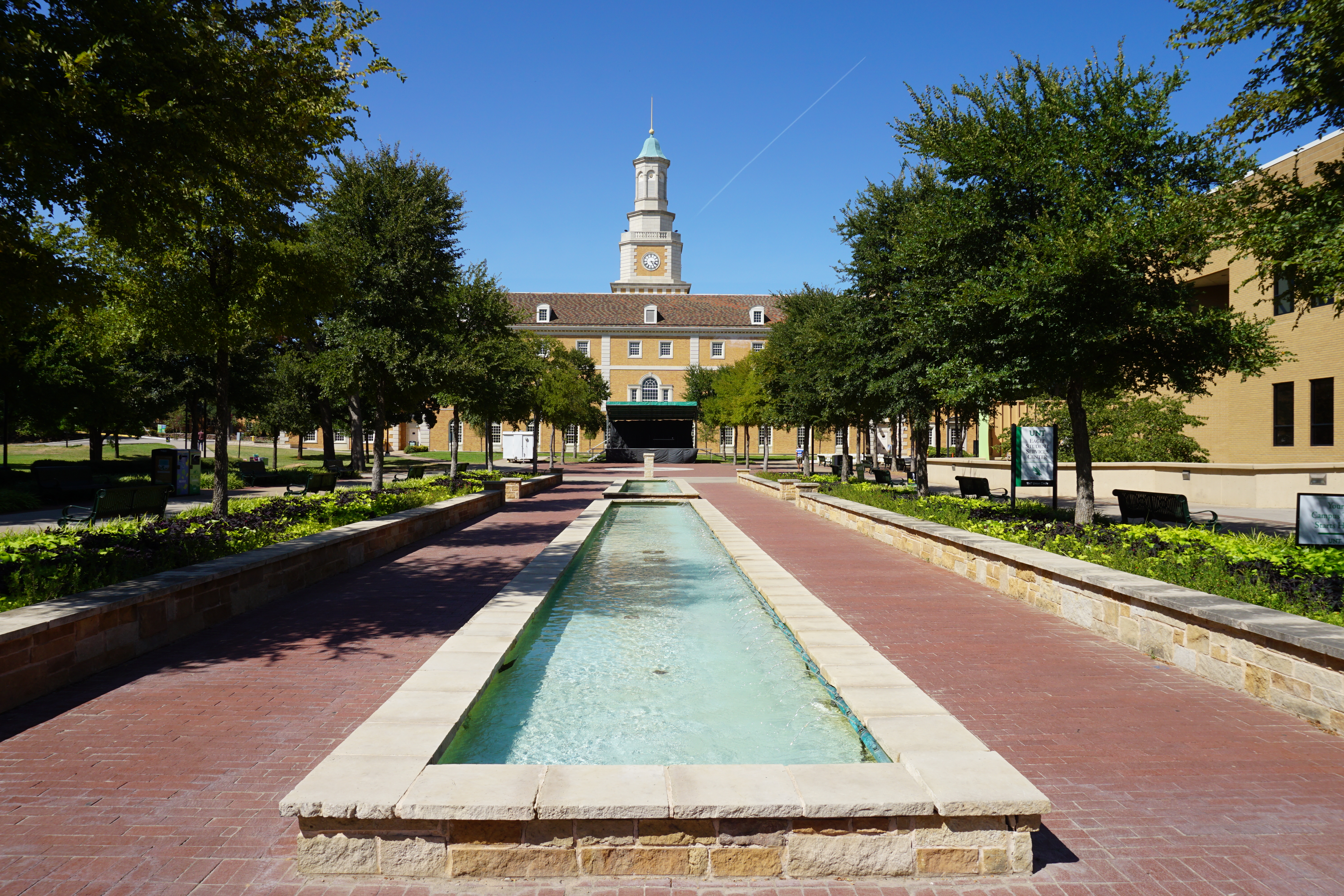
Hurley 行政大樓

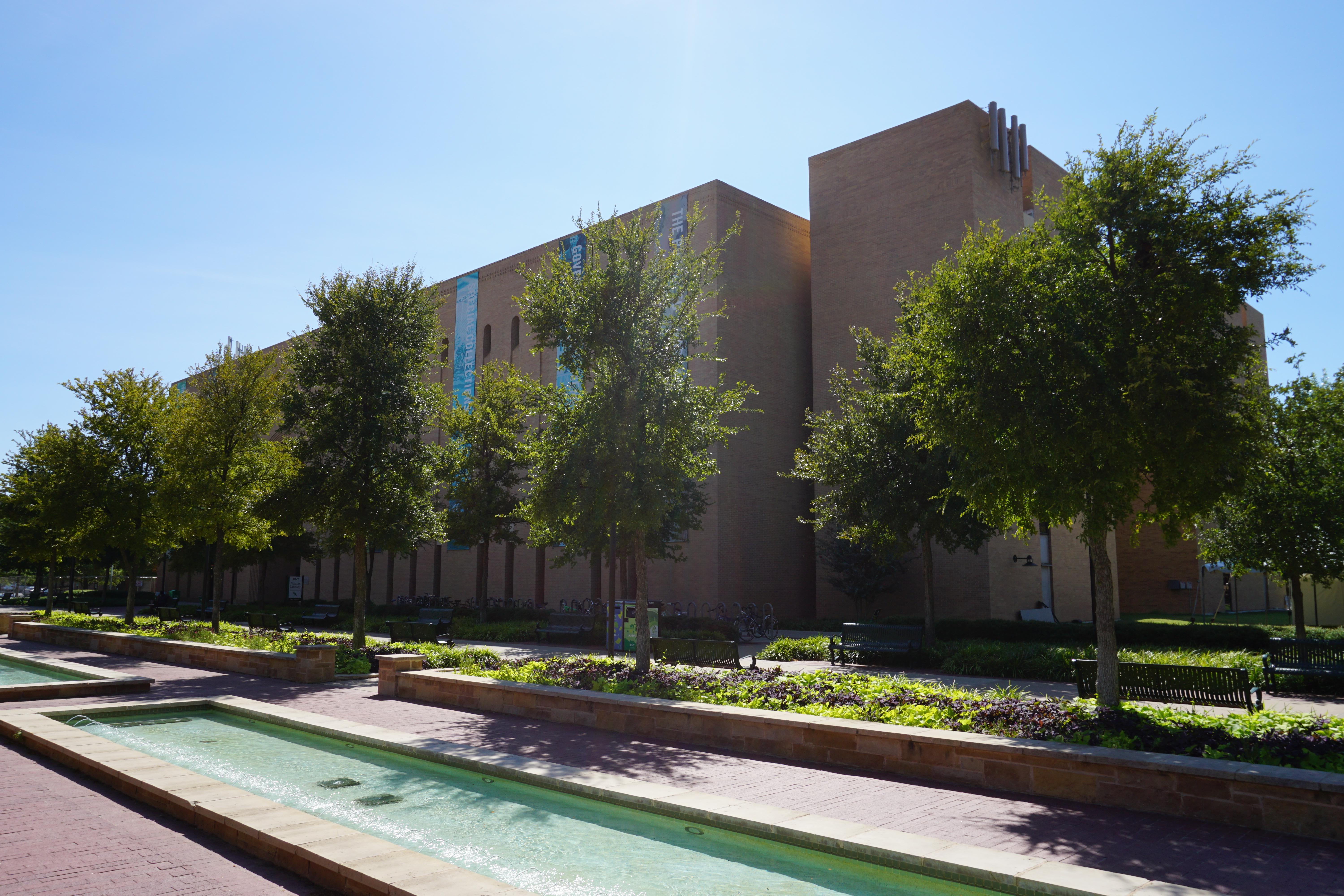
Willis 圖書館

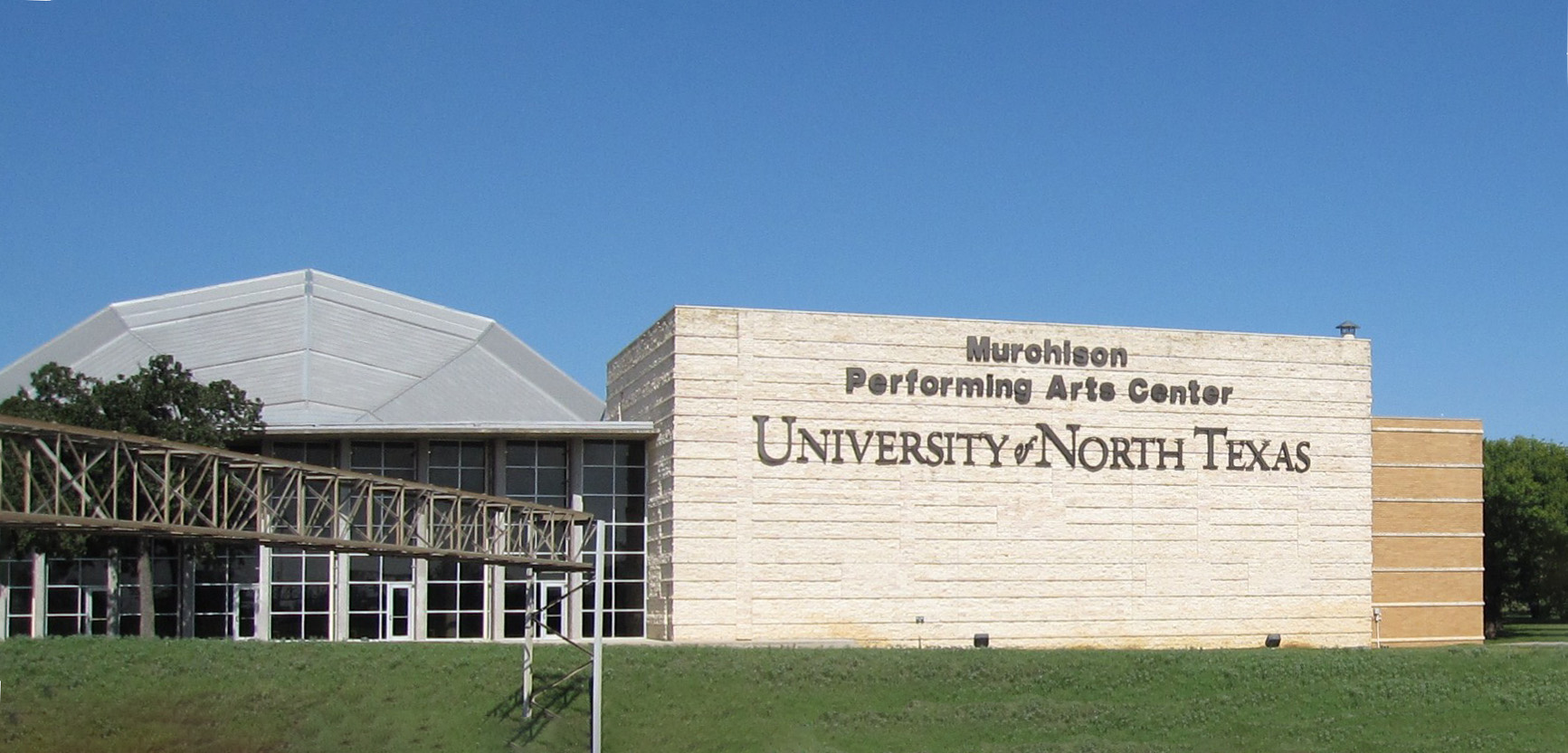
Murchison 表演藝術中心

北德克薩斯大學設有自己的法學院和醫學院，並且有自己的大學附屬醫院，是北德克薩斯大學系統（University of North Texas System）的旗艦大學。北德克薩斯大學創立於1890年，當時是一座師範院校（Texas Normal College and Teacher Training Institute）。北德克薩斯大學是美國南部最大的都市圈—北德克薩斯地區最大的大學。校內擁有10個學院，開設有100個學士學位、125個碩士學位、50個博士學位課程。本科生人數約有28000人，位列全美第10。就專業來看，北德克薩斯大學的環境倫理和哲學專業的學生數規模位居世界首位。北德克薩斯大學在音樂、藝術方面的課程享有極高的評價。

## 人口，經濟環境和主要的位置發展
登頓校區位於德克薩斯州最大的人口密集地區，由美國人口普查確定的兩個類別：（i）基於核心的統計區域（CBSA;達拉斯 - 沃思堡 - 阿靈頓，全國第四大）和（ii）組合統計區（CSA;達拉斯 - 沃思堡 - 第7大，全國）。從經濟的角度來看，登頓校區位於達拉斯 - 沃思 - 阿靈頓大都市區，根據美國管理和預算辦公室的定義，截至2011年，該辦公室的國民生產總值（也稱為大都市產品）的第六高366大都市區。作為一個州，德克薩斯州，2011年，在該國的GDP是第二高。
在過去四十一年裡，該大學代表國家在其對國家的公民倡導中佔有三個新的定位，資本密集的擴張。
1975年收購，隨後在沃思堡成立了醫學院。2000年在達拉斯南部創建北德克薩斯大學-達拉斯分校。該大學為該地區建立及奠定了第一所也是唯一的公立法學院的基礎。
1981年，該大學將其新的醫學院分離為UNT董事會下屬的獨立機構。2009年，達拉斯分校成為獨立的機構。同年，德州立法機構批准法學院〈UNT Dallas College of Law〉成立，於2014年在達拉斯市中心開設，作為達拉斯分校的一部分。 UNT 及其三個姐妹機構，由北德克薩斯大學系統管理，這系統由董事會於1980年建立，並於2003年由第七十八德克薩斯州立法機構立法確認。
2004年，北德克薩斯大學在主校區北登頓市開設了UNT探索園區 - 佔地290英畝（1.2平方公里），擁有專門為科學與工程系設計的技術育成設施。 2011年，視覺藝術學院在達拉斯市中心的設計區內設立研究中心，作為一個實驗室，致力於在現實世界專業人士的社區中設計驅動的解決方案。

## 正式名稱
1985年，州長高等教育委員會建議北德克薩斯州被指定為“新興國家研究型大學”。九年前，在1976年，卡內基基金會指定北德克薩斯州是“第1類博士學位授予機構”。 1988年，美國教育部長威廉·貝內特（William Bennett）引用UNT的經典學習核心課程本科教育的創新方法，這是一個類似於通常只在小型私立學院學習的綜合性文科課程。 1992年，UNT 當選為公立及贈地大學協會的正式成員。2011年，德克薩斯高等教育協調委員會將UNT作為其問責制中的八個新興研究機構之一。

## 註冊
截至2013年秋季，註冊入學人數為36,198，是該州第四大。在2011學年，該大學授予8,608度，其中24％在研究生水平。該校從2009年到2011年財政年度獲得459博士學

## 學術概覽和學院單位概況
在十三個組成的大學單位中，十個贊助者97個學士學位課程，其餘三個單位擔任其他角色。圖盧茲研究生院協調10所大學單位提供的81個碩士和34個博士學位課程的招生，招聘和其他方面。榮譽學院描述如下。德克薩斯數學和科學學院為特殊的高中畢業的德州學者頒發高中文憑，反映了兩年來加速和豐富了大學古典核心學術在生物，化學，物理，實驗室工作，數學，英語，歷史，政治學，跨學科研討會和選修課。
UNT的學生和教師比例為23：1，其中28.8％的班級由不到20名學生組成。 最受歡迎的專業包括商業，管理，營銷，通訊，新聞，英語，多/跨學科研究，視覺和表演藝術。
至2017年，該校是九十二年南方學院和學校協會的成員，是州內二十七所大學 VI級，最高水平。至2013年，該大學擁有71個研究中心和研究所，61所大學贊助。三個是由教務長辦公室和學術事務副主席贊助的，七個是由大學的研究和經濟發展辦公室贊助的。六年前，該校推出了十五個研究集群 - 由研究人員，教師，學生，多個部門和/或大學和外部機構組成的協作，跨學科團隊。同時，該校也啟動了六個附加的戰略研究領域，其中一些涉及科學，醫學和高科技領域。

## 博士學位

### 科學博士
2010年，國家科學基金會在418個學術機構中排名UNT（登頓校區）第104位，累計獲得科學和工程博士學位。自1951年以來，北德大提供了非科學博士學位，音樂哲學博士學位和教育博士學位。其科學博士，化學，生物學和物理學哲學博士學位和企業管理博士，分別於1964年和1965年推出。工程學院自2003年成立以來一直提供博士課程。

### 非科學和工程博士學位
2010年，國家科學基金會在418個學術機構中排名UNT（登頓校區），獲得非科學博士學位的累積數量第104位。
卡內基推進教學基金會將北德克薩斯大學劃分為具有高研究活動的研究型大學。根據該國2,722個國家高等教育機構授予的非科學和工程博士學位的數量，北德克薩斯州排名如下：
- 1920年至1999年授予3382名非科學和工程博士學位，前50名
- 1995年至1999年獲得551名非科學和工程博士學位，前50名
- 獎勵向同樣從同一機構獲得學士學位的人頒發1,695個非科學和工程博士學位，前50名

## 争议
2020年8月26日被爆出驱逐所有受中国国家留学基金委员会资助的公派留学生和访问学者，并要求其限期一个月内离开美国。

## 外部連結
- University of North Texas（页面存档备份，存于）
- North Texas Mean Green Athletics（页面存档备份，存于）
- North Texas Daily（页面存档备份，存于）, the campus newspaper